# Alma Rosé
Alma Maria Rosé (3. listopadu 1906 Vídeň – 4. dubna 1944 Osvětim) byla rakouská houslistka židovského původu.
Její otec Arnold Rosé byl prvním houslistou Vídeňské filharmonie a profesorem na konzervatoři, její matka byla sestrou Gustava Mahlera (dostala jméno podle jeho manželky Almy). Vystupovala jako sólistka od roku 1920, hrála v orchestru Vídeňské státní opery, v roce 1932 založila ženský orchestr Die Wiener Walzermädeln. V letech 1930 až 1935 byl jejím manželem Váša Příhoda a žili spolu v Zárybech.
Po anšlusu Rakouska emigrovala do Anglie. V listopadu 1939, tedy již po začátku druhé světové války, odjela na koncertní turné do Nizozemska. Po nečekaném napadení Nizozemska nacistickými vojsky již nestihla odcestovat. Přestože byla pokřtěna, byla dle nacistických zákonů židovského původu, což vedlo k rychlému zhoršování jejích životních podmínek. Ve snaze vyhnout se protižidovským opatřením a transportu do koncentračního tábora, uzavřela formální sňatek s nizozemským občanem. Když později nacisté přestali při zařazování do transportů zohledňovat sňatky s Nizozemci, bylo v roce 1942 doručeno rozhodnutí o zařazení do transportu i Almě Rosé. Alma se pokusila uprchnout s falešnými doklady přes Francii do neutrálního Švýcarska. Na hranicích byla zatčena a odvezena do internačního tábora v Drancy, odkud byla v červenci 1943 transportována do osvětimského koncentračního tábora. Zde byla původně internována pod jiným jménem. Potom, co bylo později zjištěno o koho se ve skutečnosti jedná, se stala dirigentkou Osvětimského dívčího orchestru. Jako vedoucí orchestru se jí podařilo přispět k záchraně mnoha životů spoluvězenkyň. V dubnu 1944 náhle zemřela, pravděpodobně po pozření otráveného jídla.
O členkách orchestru v koncentračním táboře vznikl v roce 1980 americký televizní film Playing for Time, v němž roli Almy Rosé ztvárnila Jane Alexanderová.